# Dasineura oxycoccana
Dasineura oxycoccana är en tvåvingeart som först beskrevs av Johnson 1899.  Dasineura oxycoccana ingår i släktet Dasineura och familjen gallmyggor.
Artens utbredningsområde är New Jersey. Inga underarter finns listade i Catalogue of Life.